# Трускі
Трускі (пол. Truski) — село в Польщі, у гміні Більськ-Підляський Більського повіту Підляського воєводства.
Населення — 135 осіб (2011).
У 1975-1998 роках село належало до Білостоцького воєводства.

## Демографія
Демографічна структура станом на 31 березня 2011 року:
|          | Загалом | Допрацездатний вік | Працездатний вік | Постпрацездатний вік |
| -------- | ------- | ------------------ | ---------------- | -------------------- |
| Чоловіки | 70      | 19                 | 38               | 13                   |
| Жінки    | 65      | 20                 | 24               | 21                   |
| Разом    | 135     | 39                 | 62               | 34                   |